# Beleg van Geertruidenberg (1420)
Het Beleg van Geertruidenberg vond plaats van augustus tot 11 november 1420 tijdens de Hoekse en Kabeljauwse twisten. Het beleg voor de Hoeks gezinde stad werd grotendeels gedaan door de poorters uit Dordrecht dat een Kabeljauws bolwerk was.

## Verloop
In 1414 sloot Dirk van der Merwede een verbond van trouw met Vrouwe Jacoba van Beieren. In 1418 tijdens het beleg van Dordrecht waren er poorters en stedelingen uit Geertruidenberg aanwezig, wat gedeeltelijk verklaart waarom de Dordtenaren later een wrok tegen Geertruidenberg koesterden. In 1419 werd de Zoen van Woudrichem gesloten tussen Jacoba en haar oom Jan VI van Beieren, maar Jan VI van Beieren liet als baljuw van Holland zijn macht gelden in 1420 met het beleg van Leiden en later dat jaar met dat van Geertruidenberg.
De burggraaf Dirk van der Merwede had de stad Geertruidenberg vooraf al gewaarschuwd de Dordtenaren niet binnen te laten, maar na drie dagen van beleg lieten de stedelingen ze binnen. De schout Floris I van der Dussen voerde de Dortse stadspoorters aan bij dit beleg. Jan van Beieren verbleef tussen 19 en 25 september 1420 in Dordrecht en Heusden om het beleg te sturen en te begleiden
Vervolgens liet Dirk de stad met de Sint-Geertrudiskerk op Sint Lambrechtssavent op 16 september 1420 in brand steken, dit zou gebeurd zijn door middel van pijlbeschietingen met brandende lonten.
Uit wanhoop liet burggraaf Dirk van der Merwede tientallen burgers van de stad binnen zijn kasteelmuren herbergen in de nacht van 23 op 24 september 1420. De Kabeljauwse belegeraars zagen dit gebeuren en baanden zich na het doven van het vuur een weg naar het kasteel en belegerden het vervolgens. Op 25 september (Mattheusdag) verscheen Wermbout Janszoon, burgemesester van Leiden met 70 gewapende krijgsmannen uit Leiden, het was een van de steden die werd opgeroepen tot heervaart door Jan van Beieren. Het kasteel werd vervolgens wekenlang onder vuur genomen, waarbij twee torens en grote delen van de muur beschadigd werden. In november wist Dirk van der Merwede met een deel van zijn krijgsvolk te ontsnappen naar Breda. Vervolgens werd het beleg afgebroken door de Kabeljauwse Dordtenaren onder Jan van Beieren, een verwoest Geertruidenberg achterlatend.
Kroniekschrijver Edmond van Dynter schrijft over een ontzettingsmacht onder Jacoba van Beieren en de Graaf van Saint-Pol. Die rond 19 oktober 1420 aankwamen bij een verwoest Geertruidenberg met in de gelederen de voornamelijk Brabantse edelen Jan I van Glymes, Johan van Schoonvorst, Jan van Diest en Hendrik van Rotselaar. Na diverse bestormingspogingen trok het gezelschap rond 2 november weer weg en werd Geertruidenberg opgegeven.Op 11 november 1420 gaf slotvoogd Dirk van de Merwede zich definitief over aan Jan van Beieren.

## Nasleep
De stad verloor door het beleg, de brand en de Sint-Elisabethsvloed het jaar daarop een hoop van haar glorie. Geertruidenberg was voorheen een handels- en marktrechtplaats, maar was deze positie na 1421 volledig kwijtgeraakt.
De Tielse kroniek vermeldt dat het beleg negen weken duurde maar volgens Johannes de Beke zelfs een half jaar. Volgens legendevorming werd door dit langdurig beleg de dijken in de Groote of Hollandsche Waard zo verwaarloosd dat de Sint-Elisabethsvloed het jaar daarop zo verwoestend was.